# Гамбела (регіон)
Гамбела (амх. ጋምቤላ) — один з дев'яти регіонів Ефіопії, раніше відомий як регіон 12. Адміністративний центр — місто Гамбела. Розташований на заході Ефіопії, біля кордону з Південним Суданом. Тут розташований національний парк Гамбела.

## Географія
Географічні умови та клімат схожі з сусіднім Південним Суданом та відрізняється від умов решти Ефіопії. Майже вся територія покрита мусонними тропічними лісами. Клімат вологий без посушливого сезону.

## Населення
За даними перепису 2007 населення регіону становить 306 916 осіб, міське населення — 25,37%. Середня густота населення — 10,31 осіб/км². налічується 65 445 окремих господарств, таким чином, у середньому припадає 4,6 осіб на одне господарство. Основні етнічні групи включають: нуери (46,65%), ануак (21,17%), амхарці (8,42%), каффічо (5%), оромо (4,83%), камбата (1,44%) та ін. 70% населення — протестанти; 16,8% — православні християни; 4,9% — мусульмани; 3,4% — католики; 3,8% — дотримуються традиційних релігій.
За даними перепису 1994 населення регіону складало 181 862 особи, міське населення — 15,08%. Якість життя вкрай низьке. Грамотні 57,5% чоловіків і 22,8% жінок. Дитяча смертність становить 92 на 1000 народжених (що вище середнього по країні показника 77 на 1000).

## Адміністративний поділ
Регіон ділиться на 3 адміністративні зони та вореду Годере.
- Адміністративна зона 1 (Administrative Zone 1)
- Адміністративна зона 2 (Administrative Zone 2)
- Адміністративна зона 3 (Administrative Zone 3)